# تراکستون، همپشر
تراکستون (به انگلیسی: Thruxton) یک روستا و محله مدنی در بریتانیا است که در Test Valley واقع شده‌است. تراکستون ۶۵۰ نفر جمعیت دارد.